# Brin (estación)
Brin es una estación del Metro de Génova.
Se encuentra a lo largo de la Via Benedetto Brin, cerca de Certosa, una zona urbana en las afueras del noroeste de la capital de la Liguria. La estación se encuentra en un viaducto a la salida del túnel Certosa, un túnel que separa a Brin de la estación Dinegro con sus 1750 metros de longitud.
Actualmente es una estación terminal, aunque se ha planeado una extensión hacia el norte, en lo que sería la nueva estación de Canepari. En la ruta de la red subterránea local, la siguiente parada es la de Dinegro.
Diseñada por el arquitecto Renzo Piano, la inauguración oficial de la estación tuvo lugar el 13 de junio de 1990. Junto con Dinegro (parte de su ruta inicial), Brin fue la primera estación del Metro de Génova que entró en funcionamiento.